# Lasse (Stand)
Der Lasse ist die frühmittelalterliche historische Bezeichnung für einen minderfreien/halbfreien zinshörigen Bauern, der an seinem Gut eine Erbberechtigung besaß und abhängig vom übergeordneten Adel war. Weitere Namensvarianten sind Late, laz (althochdeutsch), læt (altenglisch), let (altfriesisch), Lazze (mittelhochdeutsch), Lat, late und laet (mittelniederländisch) sowie lat und lâte (mittelniederdeutsch).
Darüber hinaus finden sich in den germanischen Volksstämmen und vor allem im nordwestlichen Deutschland sowohl die Bezeichnungen Litus oder Latus (mittellateinisch) bzw. Letus (frankolateinisch) für einen an die „Scholle“ gebundenen Minderfreien verschiedener Abstufungen, als auch die Bezeichnung Lito. Der Stand der Lassen ist eine Weiterentwicklung des Kolonatrechts, welches sich im Verlauf der Spätantike im Imperium Romanum entwickelt hatte und später in den nachrömischen Königreichen der Goten, Vandalen, Burgunder und Franken zum Teil übernommen worden war.

## Geschichte
Der Stand der Lassen, Laten oder Liten ist vergleichbar mit dem der Hörigen und steht gesellschaftlich deutlich unter dem Stand der Edelfreien und Frielingen. In den Vorschriften der jeweiligen Volksrechte zeigen sich beispielsweise anhand der Höhe des Wergeldes der soziale Status des Lassen/Laten/Liten und die Durchlässigkeit der Grenzen zwischen Unfreiheit, Halbfreiheit und Freiheit in den einzelnen historischen Ständen. Die unterschiedlich große Eigenverantwortlichkeit im Gericht und im Verhältnis zum jeweiligen Dienstherrn gibt Hinweise auf die rechtliche Abstufung und die gesellschaftlichen Zwischenpositionen des Standes. In Sachsen hatten die dortigen Liten beispielsweise das Recht, Waffen zu tragen und auf der Volksversammlung zu erscheinen und besaßen anders als die vollkommen rechtlosen Unfreien (Knechte, Mägde, Sklaven und Kriegsgefangene) somit ein Versammlungs- und Stimmrecht und waren trotz des halbfreien Status Teil des Stammes.
Der Status des Halbfreien/Minderfreien bedeutet für den Betroffenen, dass er als Person zwar frei war, jedoch für das Land, das er bewirtschaftete, an den Grundherrn einen Zins entrichten musste. Sie rekrutierten sich oftmals aus zuvor freien Bauern, die beispielsweise wegen Missernten, Krankheitsfällen oder kriegerischen Auseinandersetzungen ihr Land nicht mehr halten konnten und es an den Grundherrn übertragen mussten. Neben den Zinszahlungen, die im Frühmittelalter meist aus Naturalien bestanden, waren sie zu Frondiensten für den Grundherrn verpflichtet. Vor allem im altsächsischen Recht war der Litus zudem ein abhängiger kriegerischer Gefolgsmann des Edelfreien.
Die feminine Form der Standesbezeichnung lautet je nach Region: Latesse, Lita, Litonissa.

## Begriffsklärung
Im Zusammenhang mit der Standesbezeichnung leiten sich in der Literatur folgende Begriffe ab:
- Laßbank, Latbank, Lassenbank, alternativ: Laßhof: Gerichtsbezirk der Lassen/Laten/Liten,
- Laßbestandnis oder Laßgedinge, Lassengedinge bezeichnet das Vertragsverhältnis über ein Laßgut
- Laßbuch ist das Dokument, in dem alle Rechte und Besitzveränderungen der Lassen niedergeschrieben sind
- Laßgericht, Lassengericht ist der zuständige Gerichtshof für die Lassen, Lassengerichtsboten und Lassenschreiber sind dortige Mitarbeiter
- Lassengerichtssache bezeichnet die zu verhandelnde Rechtsangelegenheit und schließt mit einem Lassenurteil
- Laßgut, Laßraum, Laasraum oder Laßhain ist ein vom Grundeigentümer auf Widerruf gegen bestimmt Abgaben und/oder Frondienste übertragenes Gut oder Grundstück
- Laßherr, Lassenherr ist der Eigentümer eines oder mehrerer Laßgüter oder der Gerichtsherr über das Laßgericht
- Laßmorgen bezeichnet im übertragenen Sinne den Zins vom Laßgut
- Laßrecht, Lassenrecht ist das für die Lassen/Laten/Liten geltende Recht auf ihre Laßgüter, gleichbedeutend mit Litrecht, welches die Zins- und Dienstleistung eines Liten als Recht des Grundherrn beschreibt
- Laßrichter ist ein aus dem Kreis der Lassen bestimmter Richter am Laßgericht
- Laßschaft bezeichnet das Rechtsgebiet und das Rechtsverhältnis der Lassen oder eines einzelnen Laßgutes
- Laßschöffe ist die Amtsbezeichnung für einen aus dem Kreis der Lassen bestimmter Schöffe am Laßgericht
- Laßtag ist der Gerichtstag der Lassen
- Lasswirtschaft war bis zur Bauernbefreiung eine im Königreich Preußen, insbesondere im Markgraftum Oberlausitz und teilweise in der Niederlausitz verbreitete Form der Gutsherrschaft bzw. Erbuntertänigkeit des unfreien sorbischen Bauerntums
- Laßzins ist der Zins auf dem Laßgut

Aber auch heutige Orts- und Flurnamen leiten sich aus der Ständebezeichnung der Lassen ab, wie beispielsweise der Laßzinssee und die Laßzinswiesen oder die Orte Laßbrook und Laßbruch.